# Inventario público de lagos de Chile
El inventario público de lagos de Chile es una publicación de la Dirección General de Aguas del Ministerio de Obras Públicas de Chile que tiene por objeto cumplir con la tarea de informar sobre el estado del conocimiento de los lagos, lagunas y embalses de Chile.
El inventario está a disposición del público interesado en la página Inventario Público de Cuencas Hidrográficas y Lagos de la DGA.
Los documentos publicados son:
- Una planilla electrónica con los respectivos registros para cada cuerpo lacustre con su área:

Nombre (si lo tiene);
Tipo:
1. Laguna principal;
2. Embalse;
3. Tranque o embalse menor;
4. Laguna menor;
5. Lago principal;
6. Lago menor

Código CPA
Código en el Banco Nacional de Aguas (BNA);
Región;
Provincia;
Comuna;
Latitud;
Longitud;
Altitud;
Superficie de cuenca;
Área del lago;
Área de la hoya;
Clasificación;
1. Natural
2. Artificial
3. Mixto

Uso
1. Sin uso
2. Riego-Hidroeléctrico
3. Riego
4. Potable
5. Riego-Potable

- Un archivo shapefile con información digitalizada de la ubicación geográfica y forma del cuerpo.

La versión actual puede ser bajada desde la página Inventario Público de Cuencas Hidrográficas y Lagos del ministerio.
Contiene en 2022 un total de 2068 cuerpos lacustres, muchos de ellos sin la información completa.